# Joplin (Montana)
Joplin is een plaats (census-designated place) in de Amerikaanse staat Montana, en valt bestuurlijk gezien onder Liberty County.

## Demografie
Bij de volkstelling in 2000 werd het aantal inwoners vastgesteld op 210.

## Geografie
Volgens het United States Census Bureau beslaat de plaats een oppervlakte van 3,4 km², waarvan 3,3 km² land en 0,1 km² water. Joplin ligt op ongeveer 1043 m boven zeeniveau.

## Plaatsen in de nabije omgeving
De onderstaande figuur toont nabijgelegen plaatsen in een straal van 36 km rond Joplin.